# Igon
Igon es una localidad y comuna francesa situada dentro del departamento de los Pirineos Atlánticos, en la región de Aquitania.

## Comunas limítrofes
- Nay al norte.
- Coarraze al este.
- Asson al oeste.
- Lestelle-Bétharram al sur.

## Demografía
| 1901 | 1962 | 1968 | 1975 | 1982 | 1990 | 1999 |
| ---- | ---- | ---- | ---- | ---- | ---- | ---- |
| 861  | 602  | 752  | 708  | 743  | 792  | 820  |

## Cultura y patrimonio
- El monumento a los muertos, realizado por el escultor Ernest Gabard.